# Museo
Museo (bra/prt: Museu) é um filme de drama mexicano de 2018 dirigido e escrito por Alonso Ruizpalacios. Estrelado por Gael García Bernal e Leonardo Ortizgris, estreou no Festival Internacional de Cinema de Berlim em 22 de fevereiro.

## Elenco
- Gael García Bernal - Juan Nuñez
- Leonardo Ortizgris - Benjamin Wilson
- Simon Russell Beale - Frank Graves
- Lynn Gilmartin - Gemma
- Leticia Brédice - Sherezada